# P. V. Narasimha Rao
Pamulaparti Venkata Narasimha Rao (28 tháng 6 năm 1921 - 23 tháng 12 năm 2004) là một luật sư và chính trị gia người Ấn Độ từng là Thủ tướng thứ 9 của Ấn Độ (1991–1996). Sự thăng tiến của ông có ý nghĩa về mặt chính trị khi ông là người đầu tiên giữ cương vị thủ tướng từ một vùng không nói tiếng Hindi, thuộc phần phía nam Ấn Độ. Ông đã lãnh đạo một chính quyền quan trọng, giám sát một sự biến đổi kinh tế lớn và một số sự cố về nhà ảnh hưởng đến an ninh quốc gia của Ấn Độ.
Rao, người nắm giữ danh mục đầu tư của ngành công nghiệp, chịu trách nhiệm cá nhân về việc tháo dỡ giấy phép Raj, vì điều này được đưa ra dưới sự giám sát của Bộ Thương mại và Công nghiệp. Ông thường được gọi là "Cha đẻ của cải cách kinh tế Ấn Độ". Thủ tướng tương lai Atal Bihari Vajpayee và Manmohan Singh tiếp tục các chính sách cải cách kinh tế đi tiên phong trong chính phủ của Rao. Rao tăng tốc việc tháo dỡ giấy phép Raj, đảo ngược chính sách xã hội chủ nghĩa của chính phủ Rajiv Gandhi. Ông đã thuê Tiến sĩ Manmohan Singh làm Bộ trưởng Tài chính để bắt tay vào quá trình chuyển đổi kinh tế lịch sử. Với nhiệm vụ của Rao, Tiến sĩ Manmohan Singh đã đưa ra góc độ toàn cầu hoá của Ấn Độ về các cải cách đã thực hiện chính sách của Quỹ Tiền tệ Quốc tế (IMF) để giải cứu quốc gia bị phá sản kinh tế. Rao cũng được gọi là Chanakya cho khả năng của mình để chỉ đạo pháp luật kinh tế và chính trị đầy khó khăn trong quốc hội nơi mà ông chỉ đứng thiểu số.